# Komkrisara
× Komkrisara, (abreviado Kom) en el comercio, es un híbrido intergenérico entre los géneros de orquídeas Ascocentrum × Renanthera × Rhynchostylis. Fue publicado en Orchid Rev. 82(969) cppo: 8 (1974).